# 艾米·麦克唐纳
艾米·麥克唐納 （英語：Amy MacDonald，1987年8月23日—），蘇格蘭女歌手。 她的首張專輯《這就是生活》（This is the Life）於2007年7月30日發布，並一舉售出超過300萬份。她的第一支單曲《毒藥王子》（Poison Prince） ，2007年5月7日發布。 《這就是生活》中的其他單曲如《搖滾先生》和專輯的主打歌也取得了好成績，進入了英國單曲排行榜前40名，在歐洲其他地方也獲得了成功，尤其是德國 ，《洛杉磯》(LA)和《奔跑》(Run)並沒有進入英國排行榜前40名，但在歐洲其他地方成為了熱歌。
第二張專輯《一件奇怪的事》（A Curious Thing） ， 2010年3月釋出。這張專輯的主打單曲，《不要告訴我這都已過去》，(Don't Tell Me That It's Over)在英國反響平平，排在英國單曲榜第四十八名，但在歐洲其他陸地國家表現要更好，在德國排到了第六，在比利時排名第二。第二首單曲，“星火”未能在英國上榜，但在歐洲其他地方擠進了榜單。 《這美麗的臉龐》 作為專輯的第三首單曲釋出，它排在了英國的一百三十八位，在德國是四十九位。第四首單曲《要愛》（Love Love）排在了一百八十三位，《你的時刻會到來》（Your Time Will Come），是《一件奇怪的事》這張專輯中的第五首歌曲，於2010年12月17日發行。

## 早期生活
艾米·麥克唐納曾就讀於比夏普里奇斯學院。她是一個自學成才的音樂家，2000年在Park Festival上受到Travis at the T的激發後開始演奏父親的吉他。在這個音樂節上她還聽到了Travis的歌曲《輪迴》並想自己能夠演奏。15歲時她開始在格拉斯哥的酒吧和咖啡廳裡演奏，也包括索基霍街的布倫瑞克酒窖。

## 音乐
突破

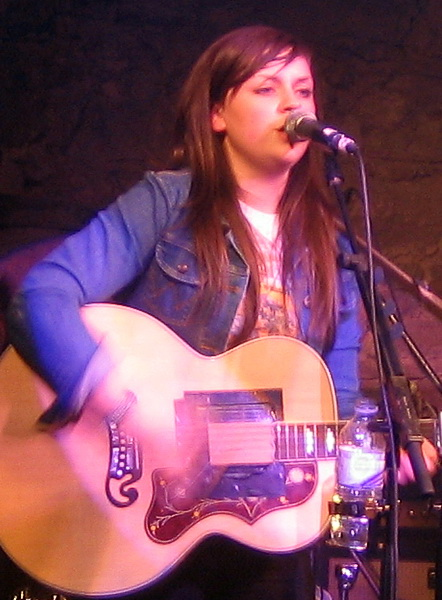
07年在愛丁堡的演唱

曾因為在著名音樂雜誌《非市場經濟》上，看到由音樂作家彼特威爾金森和沙拉愛娜斯登出的一則關於成立一家名叫“Melodramatic Records”的新音樂公司的廣告，艾米·麥克唐納受到激勵而向他们寄出一盤自己的CD小样.
威爾金森在接受HitQuarters訪問時說他在第一次聽到《這就是生活》和《搖滾先生》這兩首歌時，他對她的詞曲創作能力感到驚訝，“真是驚呆了”。
我說：“艾米，是誰寫的這些歌？”她說，“是我寫的。”我說：“不，不是你，”我咯咯地笑，其實希望真的是她的。她說：“這是我的心血！”我告訴她，她真的非常有才華，在聽到她開唱的那一刻，我想起了那些已經斐聲在外的最頂尖的聲音。能在這些小樣中脫穎而出是個好前兆。 ------彼特威爾金森
就在自己的家庭錄音室中，威爾金森花了大概八到九個月的時間，帶著確保自己與新客戶的一筆新的唱片交易能順利進行的心情，與艾米一起錄製了這些歌曲小樣。2007年，艾米與Vertigo Records唱片公司順利簽約。
艾米第一次為公眾所了解，是她質疑2007年X Factor的冠軍 Leon Jackson是否真的患上了扁桃體炎，她說這是“懶桃體炎”。在這期間雖然艾米也患上了扁桃體炎，但她依然堅持演出，並一晚上接連在格拉斯哥及BBC的"除夕夜現場"中演出。
这就是生活(2007-2009)
主打歌：這就是生活（來自艾米的專輯）

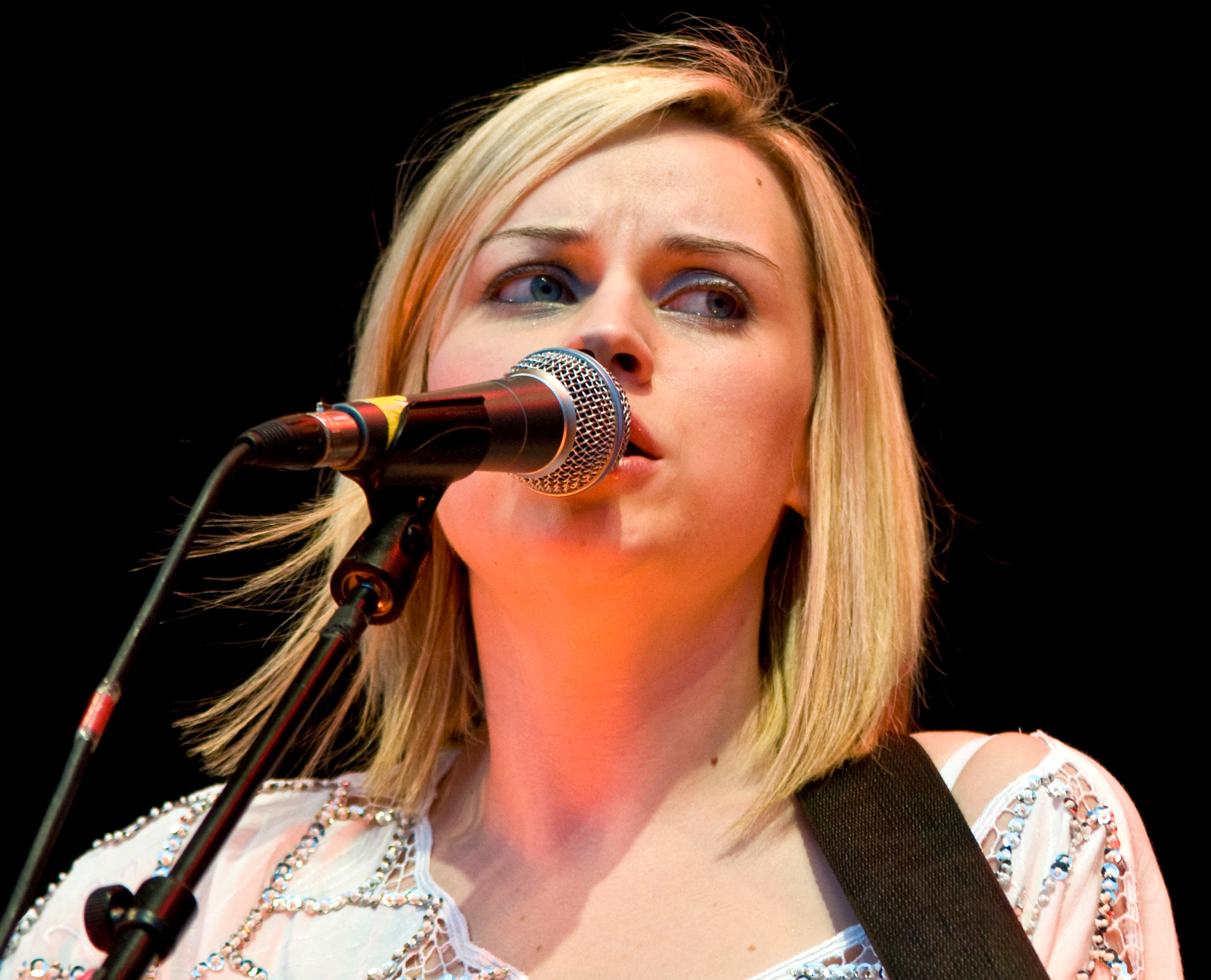
Amy MacDonald, 2009

2007年，艾米·麥克唐納推出了她的首張專輯，名為"這就是生活"。這張專輯賣出了三百萬張並在英國，荷蘭，瑞士，丹麥排名第一，首波主打，《毒藥王子》 是限制發行，第二首單曲，《搖滾先生》成為艾米在英國排行榜上第一首進入前四十的歌曲，並最終排在第十二位。然而第三首歌，洛杉磯沒能進入前四十，排在了四十八位，在蘇格蘭排行榜成功坐上第五名。
第四首也是最成功的歌曲，《這就是生活》，在英國排行榜上名列第28位，但在其他5個歐洲國家排名第一。這首單曲在德國和比利時取得白金唱片銷售成績，在西班牙和瑞士取得金唱片銷售成績。第五首歌，《奔跑》，是艾米在英國排行榜上第二低的成績，排到了第75位，而在德國它排到了第36位，第六首亦是最後一首單曲是《毒藥王子》的再版，但該單曲在英國排行榜上排名第148位，成為艾米在音樂排行榜上最低紀錄。
專輯中的曲目，《今天的青年》被Bebo/itunes“每週免費精選”選為第一單歌曲。
她常作為表演嘉賓出現在英國及其他國家的節目中進行表演，包括The Album Chart Show,Loose Women,Friday Night Project, Taratata(法國節目), 以及This Morning.
一件奇怪的事(born 2010)
主打歌：一件奇怪的事
2009年春天艾米在短暫的巡迴演出過後開始為自己的第二張專輯創作歌曲，與第一張專輯單刀直入直接創作不同的是，他開始從自己的舊日記中獲取靈感，開始注意自己的創作主意。很多歌曲都是源自於日常生活中真實的人以及事件。但與普遍看法相反，她並非是再看了一檔電視節目，關於占士巴格勒的謀殺案之後而創作的《星火》這首歌。 《幸福對我意味著什麼》這首歌是獻給她的未婚夫足球運動員史蒂夫·洛弗爾的。
而《平常的生活》這首歌的靈感來自“Z-list celebs”。而還有一首歌是關於邁克爾·傑克遜的，另有一首歌是獻給她祖母的。這些歌曲都是在薩里的 Weller's BlackBarn Studios錄音室中灌製的。
艾米2009年開始著手製作她的第二張專輯，她說“有些音效聽起來棒極了，我們成功的讓我最喜歡的一個藝術家將一些東西加強了，不過現在大家還要再等等看”。第二張專輯，《一件奇怪的事情》，2010年3月8日發行。
在首波單曲《不要告訴我這都已過去》正式發行稍早之前，早一周之前的在2010年3月1日，單曲於1月11日在英國電台播放，艾米同一天在BBC Radio 2的Simon Mayo Show中表演了這首歌。 《不要告訴我這都已過去》已在英國、瑞士、德國、法國這些國家發行。專輯的第二首歌《星火》於2010年5月10日以數位下載的形式發行。艾米也確認了將在2010年在歐洲如英國等展開巡演。
专辑的第三首歌《這美麗的臉龐》2010年7月19日发行，艾米同时确认会展开巡演，名为"爱的巡回演出".
艾米也与一众艺术家一同出现在了 Ray Davies的专辑See My Friends中，她与他一同合作了“Dead End Street”这首歌。

## 音樂風格
評論家描述艾米為唱腔柔和卻有一副有力的嗓音。儘管來自蘇格蘭，但她的聲音被認為部分有愛爾蘭風格，並兼有德羅麗絲和小紅莓樂團的风格，她的音域屬於女低音。艾米·麥克唐納認為Travis對他的影響最大，其他還包括The Killers和the Libertines.

## 個人生活
2008年，艾米·麥克唐納與足球運動員史蒂夫·洛弗爾訂婚。

## 獲獎記錄
艾米·麥克唐納贏得了2008年Tartan Clef Awards音樂獎“最佳新人獎”，以及2008年Silver Clef Awards音樂節“最佳新人獎”。
2009年，艾米·麥克唐納在德國亞琛音樂獎上與U2一起演出，並贏得了“最佳國際新人獎”，在2009年瑞士音樂大獎上贏得了“最佳國際風格專輯獎"， "最佳國際風格歌曲獎"。
2008年12月被每日唱片報票選為“蘇格蘭年度人物”.
2010年11月，在格拉斯哥，艾米·麥克唐納在Tartan Clef Awards音樂獎十週年之際贏得“最佳專輯獎”。
| 年份   | 獎項                | 晉級單元                 | 結果     |
| ------ | ------------------- | ------------------------ | -------- |
| 2010年 | Tartan Clef Award奖 | 最佳專輯《一件奇怪的事》 | 奪得錦標 |
| 2009年 | 瑞士音乐大獎        | 最佳国际专辑             | 奪得錦標 |
|        |                     | 最佳國際風格歌曲         | 奪得錦標 |
|        | 亞琛音樂獎          | 最佳國際新人             | 奪得錦標 |
| 2008年 | 每日唱片            | 蘇格蘭年度人物           | 奪得錦標 |
| 2007年 | Silver Clef Award奖 | 最佳新人                 | 奪得錦標 |

## 作品集
录音室专辑
- 2007： 《这就是生活》(This is Life)
- 2010： 《一件奇怪的事》(A Curious Thing)
- 2012:   《美麗光點》(Life In The Beautiful Life)

演出
- 2007: 艾米麥克唐納同名專輯（Amy McDonald）
- 2007: 格拉斯哥現場(Live from Glasgow)
- 2008: 《這就是生活》豪華版（This Is the Life: Deluxe Edition)
- 2010: 《一件奇怪的事》豪華版（A Curious Thing: Deluxe edition）
- 2010: 《一件奇怪的事》管弦樂特別版（A Curious Thing: Special Orchestral Edition）
- 2010: 《‘要愛’英國及歐洲巡迴演出現場2010》（The Love Love UK and European Arena Tour Live 2010）